# Gò Công Đông (xã)
Gò Công Đông là một xã thuộc tỉnh Đồng Tháp, Việt Nam.

## Địa lý
Xã Gò Công Đông có vị trí địa lý:
- Phía đông giáp biển Đông.
- Phía tây giáp xã Tân Hòa.
- Phía nam giáp xã Tân Phú Đông.
- Phía bắc giáp xã Tân Điền.

Xã Gò Công Đông có diện tích 106,41 km², dân số năm 2025 là 30.104 người, mật độ dân số đạt 282 người/km².

## Lịch sử
Ngày 16 tháng 6 năm 2025, Ủy ban Thường vụ Quốc hội ban hành Nghị quyết số 1663/NQ-UBTVQH15 về việc sắp xếp các đơn vị hành chính cấp xã của tỉnh Đồng Tháp năm 2025. Theo đó, sắp xếp toàn bộ diện tích tự nhiên, quy mô dân số của xã Tân Thành (huyện Gò Công Đông) và Tăng Hòa thành xã mới có tên gọi là xã Gò Công Đông.
Sau khi sáp nhập, xã Gò Công Đông có 106,41 km² diện tích tự nhiên và dân số 30.104 người.